# NGC 5713
NGC 5713 أو إن جي سي 5713 هي مجرة غريبة ضمن كوكبة العذراء اكتشفها ويليام هرشل.